# Astrobiologia no Brasil
Astrobiologia, também conhecida como Exobiologia e Bioastronomia, é um campo da ciência que reúne conhecimentos de diversas disciplinas para estudar a origem, o desenvolvimento e o futuro da vida, não apenas na Terra, mas em todo o cosmos. Apesar de ser relativamente recente, esse campo de pesquisa tem recebido bastante atenção e investimento nos últimos anos, e reúne esforços de profissionais de todo o mundo, inclusive do Brasil.

## História
No Brasil, desde os anos 80 já eram desenvolvidas pesquisas com temas de interesse para a Astrobiologia. Dois exemplos são os trabalhos sobre biogênese do Dr. Ricardo C. Ferreira, da Universidade Federal de Pernambuco (UFPE) e a pesquisa histórica sobre vida e inteligência extraterrestres, pelo Dr. Eduardo Dornelles Barcelos, da Universidade de São Paulo (USP). Com relação ao ensino e divulgação da Astrobiologia, o Prof. Jorge Quillfeldt, da Universidade Federal do Rio Grande do Sul (UFRGS) foi um dos pioneiros no nosso país, tendo promovido um curso com o apoio da Sociedade Astronômica do Rio Grande do Sul que, posteriormente, deu origem a uma das primeiras disciplinas de graduação no tema.
Quase duas décadas antes disso, no entanto, um livro sobre esta nova ciência já havia sido publicado. Em 1958, o biólogo Flávio Augusto Pereira escreveu “Introdução à Astrobiologia” , que contém o primeiro registro do uso do termo “astrobiologia” em português, e que aborda o que se sabia na época sobre vida fora da Terra em conjunto com outras suposições e hipóteses com menor embasamento científico.

### Primeiras ações coletivas
Um marco para a pesquisa em Astrobiologia brasileira, foi o início de ações coletivas, principalmente após o I Workshop Brasileiro de Astrobiologia, realizado em março de 2006 no Fórum Universitário de Ciência e Cultura da Universidade Federal do Rio de Janeiro (UFRJ). O evento reuniu 171 pesquisadores e estudantes de todo o país e contou com a apresentação de 60 trabalhos nas áreas de Astronomia, Biologia, Astrobiologia e Ensino.  Com esse evento, diversos pesquisadores se aproximaram e organizaram, nos anos seguintes, grupos interdisciplinares de pesquisa na área, ações fundamentais para a futura institucionalização e fomento da Astrobiologia no Brasil. 
Uma das consequências diretas desse Workshop foi o início da implantação do Laboratório de Astrobiologia (AstroLab), em 2010, na USP, sob coordenação do Prof. Eduardo Janot-Pacheco. O AstroLab atualmente conta com a participação de pesquisadores  do Instituto de Astronomia, Geofísica e Ciências Atmosféricas (IAG), Instituto de Química (IQ), Instituto Oceanográfico (IO) e Instituto de Geociências (IGc) da instituição. No ano seguinte, esse laboratório foi positivamente impactado com a criação do  Núcleo de Pesquisa em Astrobiologia (NAP-Astrobio), financiado principalmente pela USP e pela Fundação de Amparo à Pesquisa do Estado de São Paulo (Fapesp); além da realização da São Paulo Advanced School in Astrobiology (Spasa), primeira escola internacional de Astrobiologia no Brasil, realizada em 2011 também na USP, com a presença de pesquisadores da Alemanha, Estados Unidos, Inglaterra, México e Rússia.

### Conquistas recentes
Hoje, o Astrolab atrai diversos pesquisadores pela qualidade de seus laboratórios de química e de biologia, além de sua câmara de simulação de ambientes extraterrestres, equipamento que simula ambientes espaciais e planetários para a realização de experimentos com a variação de parâmetros como pressão, temperatura e fluxo de radiação.
Em 2014 ocorreu a primeira edição da Escola de Astrobiologia do Observatório Nacional (AstrobiON), que reuniu pesquisadores brasileiros e estrangeiros para ministrarem cursos e palestras para um público majoritariamente de estudantes. A escola, atualmente em sua 5ª edição, tem ocorrido bianualmente desde então e contou com uma versão online extraordinária em 2020. O Observatório Nacional tem se destacado como um dos maiores promotores do ensino e divulgação da Astrobiologia no Brasil.
Com a realização da Spasa, o NAP-Astrobio se tornou parceiro internacional do NASA Astrobiology Institute (NAI) e da European Astrobiology Network Association (EANA). Em 2016, com o objetivo de divulgar ainda mais a Astrobiologia no país, o núcleo organizou e lançou “Astrobiologia: uma ciência emergente”, um livro que conceitua a Astrobiologia e apresenta um panorama das áreas de pesquisa, escrito por cientistas de cada uma delas.

## Sociedade Brasileira de Astrobiologia
Em 2013 foi fundada a Rede Brasileira de Astrobiologia que, em 2017, viria a se tornar a atual Sociedade Brasileira de Astrobiologia (SBAstrobio). Em 2018 ocorreu a primeira reunião anual da SBAstrobio, realizada na Universidade Cruzeiro do Sul, em São Paulo. Atualmente a sociedade conta com mais de 100 associados e realiza reuniões anualmente, além de publicar semanalmente um compilado de notícias relacionadas à Astrobiologia e coordenar outras atividades de ensino e divulgação científica.

## Agência Espacial Brasileira e os Acordos Artemis
Fundada em 1994, a  Agência Espacial Brasileira (AEB) tem papel importante no apoio e disseminação da Astrobiologia no país. Em 2021, o Brasil foi o 12° país a assinar os Acordos Artemis que estabelecem princípios para a exploração espacial responsável e pacífica. Através da Rede Space Farming Brazil, fruto de colaboração entre a AEB e a  Empresa Brasileira de Pesquisa Agropecuária (Embrapa), o Brasil tem tido papel de destaque na Agricultura Espacial, que busca adaptar técnicas agrícolas às condições espaciais. 
Um dos destaques dessa parceria foi o recente envio de plantas de batata doce e sementes de grão de bico ao espaço, no voo suborbital da Blue Origin. Esses alimentos, que foram desenvolvidos por cientistas brasileiros no programa de melhoramento genético da Embrapa, são parte de pesquisas que podem fornecer informações valiosas tanto para a agricultura praticada na Terra, quanto para o futuro das missões espaciais.
Como consequência do destaque da sua pesquisa em Agricultura Espacial, o Brasil sediará o I Simpósio Internacional em Agricultura Espacial (SIAE). O evento, que acontece em outubro de 2025, contará com a presença de pesquisadores de todo o mundo e reforça a importância da contribuição e do interesse brasileiro em pesquisas sobre agricultura espacial.